# C4H4N2OS
化学式C4H4N2OS（摩尔质量：128.15 g/mol）可以指：
- 2-硫脲嘧啶，CAS号：141-90-2
- 4-硫脲嘧啶，CAS号：591-28-6

|  | 这个同类索引页列出了具有相同分子式的化学物（即同分異構體）条目。 除非您是有意链接至本页，否则应将相应条目的内部链接指向正确的条目。 |